# Tatsuya Kawajiri
Tatsuya Kawajiri (Inashiki, 8 de maio de 1978) é um lutador japonês de artes marciais mistas, atualmente compete no Peso Pena do Ultimate Fighting Championship. Ele é ex-Campeão Peso Leve do Shooto, e também competiu no Pride, Dream, Strikeforce, ONE FC. Kawajiri também participou do nos eventos do Yarennoka! Dynamite!! 2009 e Dynamite!! 2010, representando o Dream em ambos eventos.
A luta de Kawajiri no Pride Bushido 9 com Takanori Gomi foi votada como Luta do Ano do Pride FC. Em 2005, Kawajiri foi considerado por muitos especialistas em artes marciais mistas como lutador peso leve n°1 no mundo.

## Background
Ele nasceu em Inashiki, Ibaraki. Ele se formou na Chuo Gakuin University.

## Carreira no MMA

### Shooto
A carreira profissional de Kawajiri começou na organização japonesa Shooto, onde ele perdeu para Takumi Nakayama por finalização aos 2:44 do primeiro round. Após essa derrota Kawajiri teve um empate com Yohei Suzuki no Shooto's "Wanna Shooto 2001." Ele então se manteve invicto no Shooto até uma derrota decepcionante para o future Campeão Meio Médio do Shooto Vitor Ribeiro em 2002. Ele então continuou com uma nova sequência de vitórias eventualmente tendo uma revanche contra Ribeiro para roubar dele o Título Meio Médio no evento de Fim de Ano do Shooto de 2004.

### Pride FC
Em 22 de Maio de 2005 Kawajiri fez sua estréia no Pride e conseguiu uma rápida vitória por nocaute técnico sobre In Seok Kim. Ele então conseguiu uma vitória por decisão sobre Luis Firmino no Pride Bushido 8 em 17 de Julho de 2005. Em 25 de Setembro, ele entrou no primeiro Grand Prix de Leves do Pride na esperança de ser coroado o primeiro Campeão Peso Leve do Pride, assim teria também o Título Meio Médio do Shooto ao mesmo tempo. Sua primeira luta no torneio foi contra a superestrela do MMA Takanori Gomi. Gomi acabou derrubando Kawajiri após uma enxurrada de socos e continuou para finalizá-lo com um mata leão aos 7:42 do primeiro round.

### Entre Shooto e Pride
Kawajiri voltou para o Shooto para defender seu Título Peso Leve contra Joachim Hansen (uma das cinco pessoas a derrotar Gomi). A luta foi interrompida com 8 segundos do primeiro round quando Hansen foi desqualificado por chutar Kawajiri na virilha, fazendo de Kawajiri o vencedor. Kawajiri voltou ao Pride em uma luta contra Charles Bennett, e ele finalizou com uma chave de joelho após 2:30 do primeiro round. Ele então fez outra aparição no Pride na luta contra Chris Brennan e conseguiu uma vitória rápida em 29 segundos do primeiro round no nocaute técnico. Sua próxima luta foi uma luta não válida pelo título contra Per Eklund no Shooto, onde ele conseguiu uma vitória por nocaute técnico aos 4:10 do primeiro round.
Kawajiri retornou ao Pride no Pride Shockwave 2006 no Ano Novo. Ele perdeu por uma decisão polêmica para o então invicto americano e estrela em ascensão, Gilbert Melendez.
Em 23 de Janeiro de 2007, Tatsuya Kawajiri abandonou seu título do Shooto porque ele não poderia defendê-lo no evento seguinte do Shooto devido a uma lesão no polegar que ocorreu em sua luta contra Melendez.

### Fighting and Entertainment Group
Em Março de 2008 Kawajiri entrou para o Grand Prix Peso Leve do Dream, onde ele avançou para as semifinais após vitórias sobre Kultar Gill, e o lutador da Brazilian Top Team Luiz Firmino.
No Dream 5 Kawajiri perdeu a semifinal para Eddie Alvarez por nocaute técnico aos 7:35 do primeiro round. Essa luta com Alvarez viu ambos lutadores derrubar um ao outro repetidamente com socos e a luta foi nomeado Luta do Ano de 2008 por muitas especializadas em MMA, incluindo o Sherdog.
Em 5 de Março de 2009, no Dream 7, Kawajiri enfrentou o veterano do EliteXC Ross Ebañez. Kawajiri estrangulou o havaiano com um mata leão aos 4 minutos do primeiro round.
Em 26 de Maio de 2009, Kawajiri derrotou Gesias Cavalcante por decisão unânime. O "Crusher" usou seu forte wrestling e ground and pound com grande efeito, e também ele foi capaz de frustar "JZ" ao lutar com ele na trocação.
Kawajiri em seguida enfrentou Melchor Manibusan, que não lutava há anos em um luta e não era esperado para ser competitivo para Kawajiri. De fato, em 5 de Outubro de 2009, no Dream 11, Kawajiri dominou seu oponente. O "Crusher" facilmente derrubou seu oponente após um começo selvagem em que Manibusan foi para cima de Kawajiri com uma enxurrada de socos, então usou seu tradicional ground and pound para forçar o nocaute técnico com golpes aos 3:48 do primeiro round. Em 22 de Dezembro de 2009, foi anunciado que Kawajiri poderia enfrentaria o Peso Leve do Sengoku Kazunori Yokota em uma luta Sengoku vs. Dream no evento anual Dynamite!! no evento de Ano Novo em Saitama, Japão. Ele derrotou Yokota por decisão unânime.
Kawajiri enfrentou o campeão Shinya Aoki no Dream 15 pelo Título Peso Leve em uma luta muito aguardada como os dois lutadores eram do Pride e foram colocados para se enfrentar na agora extinta organização. Kawajiri perdeu a luta por finalização aos 1:53 do primeiro round.
Kawajiri enfrentou o veterano do UFC Drew Fickett no Dream: Japan GP Final. Kawajiri se recuperou de sua derrota contra o campeão do Strikeforce Gilbert Melendez vencendo Fickett por nocaute técnico. Kawajiri finalizou Fickett com golpes em menos de cinco minutos de luta. Foi uma vitória importante para Kawajiri, que alternou entre vitórias e derrotas nos últimos dois anos.
Kawajiri em seguida enfrentou Joachim Hansen em Dream 17. Ele venceu a luta por finalização no terceiro round.
Após finalizar dois oponentes consecutivamente, Kawajiri enfrentou Kazuyuki Miyata no evento Fight For Japan: Genki Desu Ka Omisoka 2011 promovido e apresentado pelo M-1 Global, Dream, e a Inoki Genome Federation que aconteceu em 31 de Dezembro de 2011 na Saitama Super Arena em Saitama. Kawajiri derrotou Miyata por finalização aos 4:54 do segundo round. Agora tendo três vitórias seguidas.
Enquanto ainda tinha contrato com a organização do Dream, com sua próxima luta acontecendo no Dream 18 em 31 de Dezembro de 2012, ele enfrentou  o veterano do World Victory Road e UFC: Michihiro Omigawa. Kawajiri derrotou Omigawa por decisão unânime; A maior sequência de vitórias de Kawajiri desde 2005.

### K-1
Kawajiri enfrentou o veterano do K-1 Kozo Takeda no Dynamite!! 2008, vencendo por nocaute no primeiro round. Sua próxima luta no K-1 foi no K-1 World Max 2009 Final 8 contra Masato que o derrotou por nocaute técnico aos 1:43 do segundo round.

### Dynamite!! 2010
No Dynamite!! Kawajiri retornou para enfrentar o ex-Campeão Peso Leve do Strikeforce Josh Thomson, repetidamente derrubando e usando o ground and pound, vencendo por decisão unânime.

### Strikeforce
A revanche entre Kawajiri e o Campeão Peso Leve do Strikeforce Gilbert Melendez aconteceu em 9 de Abril de 2011 no Strikeforce: Diaz vs. Daley. Kawajiri perdeu a luta por nocaute técnico no primeiro round.

### ONE Fighting Championhip
Em 2012, após muito tempo em eventos japoneses, principalmente Dream, Pride FC. Ele assinou um contrato com a organização com regras de Vale Tudo misturadas com as Regras Unificadas de MMA, chamada ONE Fighting Championship - bem como Pride FC - com a intensão de reviver esse aspecto do MMA; baseada em Kallang, Singapura.
A luta de estréia de Kawajiri foi em 31 de Março de 2012 na organização do ONE FC, no evento ONE FC: War of the Lions que foi contra Donald Sanchez, ele aumentou sua sequência de vitórias ao derrotar Sanchez por finalização aos 3:27 do primeiro round.

### Ultimate Fighting Championship
Em 22 de Outubro de 2013 foi anunciado que Kawajiri havia assinado com o UFC. Kawajiri era esperado para enfrentar Hacran Dias em 4 de Janeiro de 2014 no UFC Fight Night: Saffiedine vs. Lim, porém, Dias se retirou da luta citando uma lesão. Kawajiri eventualmente enfrentou o estreante na promoção Sean Soriano no evento. Ele venceu a luta por finalização técnica no segundo round.
Sua segunda luta no UFC foi contra o também veterano Clay Guida em 11 de Abril de 2014 no UFC Fight Night: Nogueira vs. Nelson. Kawajiri perdeu a luta por decisão unânime, na luta que ganhou o prêmio de Luta da Noite.
A luta seguinte de Kawajiri foi contra outro veterano, Dennis Siver em 20 de Junho de 2015 no UFC Fight Night: Jędrzejczyk vs. Penne. Ele venceu por decisão unânime.
Kawajiri agora era esperado para enfrentar Mirsad Bektic em 11 de Dezembro de 2015 no The Ultimate Fighter 22 Finale. Porém, Bektic se lesionou e foi substituído por Jason Knight. Kawajiri venceu a luta por decisão unânime.
Kawajiri enfrentou o americano Dennis Bermudez em 21 de Fevereiro de 2016 no UFC Fight Night: Cowboy vs. Cowboy e perdeu por decisão unânime.

## Campeonatos e realizações
- Dream
  - Semifinalista do Grand Prix de Leves do Dream de 2008

- Pride Fighting Championships
  - Semifinalista do Grand Prix de Leves do Pride de 2005
  - Luta do Ano de 2005-  vs. Takanori Gomi em 25 de Setembro

- Shooto
  - Campeão Meio Médio do Shooto (1 Vez)
  - Vencedor do Torneio de Iniciantes de Meio Médios do Shooto de 2002
  - Vencedor do Torneio Amador Aberto do Oeste do Japão do Shooto de 1999[12]

## Cartel no MMA
| Cartel no MMA       |             |             |
| 47 lutas            | 35 vitórias | 10 derrotas |
| Por nocaute         | 12          | 2           |
| Por finalização     | 10          | 3           |
| Por decisão         | 12          | 5           |
| Por desqualificação | 1           | 0           |
| Empates             | 2           | 2           |

| Res.    | Cartel  | Oponente              | Método                             | Evento                                      | Data        | Round | Tempo | Local                    | Notas                                                                   |
| ------- | ------- | --------------------- | ---------------------------------- | ------------------------------------------- | ----------- | ----- | ----- | ------------------------ | ----------------------------------------------------------------------- |
| Derrota | 35-10-2 | Cub Swanson           | Decisão (unânime)                  | UFC Fight Night: Rodríguez vs. Caceres      | 06/08/2016  | 3     | 5:00  | Salt Lake City, Utah     |                                                                         |
| Derrota | 35-9-2  | Dennis Bermudez       | Decisão (unânime)                  | UFC Fight Night: Cowboy vs. Cowboy          | 21/02/2016  | 3     | 5:00  | Pittsburgh, Pennsylvania |                                                                         |
| Vitória | 35-8-2  | Jason Knight          | Decisão (unânime)                  | TUF 22 Finale                               | 11/12/2015  | 3     | 5:00  | Las Vegas, Nevada        |                                                                         |
| Vitória | 34-8-2  | Dennis Siver          | Decisão (unânime)                  | UFC Fight Night: Jędrzejczyk vs. Penne      | 20/06/2015  | 3     | 5:00  | Berlim                   |                                                                         |
| Derrota | 33-8-2  | Clay Guida            | Decisão (unânime)                  | UFC Fight Night: Nogueira vs. Nelson        | 11/04/2014  | 3     | 5:00  | Abu Dhabi                | Luta da Noite.                                                          |
| Vitória | 33–7–2  | Sean Soriano          | Finalização Técnica (mata leão)    | UFC Fight Night: Saffiedine vs. Lim         | 04/01/2014  | 2     | 0:50  | Marina Bay               |                                                                         |
| Vitória | 32–7–2  | Michihiro Omigawa     | Decisão (unânime)                  | Dream 18                                    | 31/12/2012  | 3     | 5:00  | Tóquio                   |                                                                         |
| Vitória | 31–7–2  | Donald Sanchez        | Finalização (triângulo)            | ONE FC: War of the Lions                    | 31/03/2012  | 1     | 3:27  | Kallang                  |                                                                         |
| Vitória | 30–7–2  | Kazuyuki Miyata       | Finalização (triângulo de braço)   | Fight For Japan: Genki Desu Ka Omisoka 2011 | 31/12/2011  | 2     | 4:54  | Saitama                  |                                                                         |
| Vitória | 29–7–2  | Joachim Hansen        | Finalização (triângulo de braço)   | Dream 17                                    | 24/09/2011  | 3     | 2:30  | Saitama                  | Desceu para os Penas.                                                   |
| Vitória | 28–7–2  | Drew Fickett          | TKO (socos)                        | Dream: Japan GP Final                       | 16/07/2011  | 1     | 4:41  | Tóquio                   |                                                                         |
| Derrota | 27–7–2  | Gilbert Melendez      | TKO (cotoveladas)                  | Strikeforce: Diaz vs. Daley                 | 09/04/2011  | 1     | 3:14  | San Diego, California    | Pelo Cinturão Peso Leve do Strikeforce.                                 |
| Vitória | 27–6–2  | Josh Thomson          | Decisão (unânime)                  | Dynamite!! 2010                             | 31/12/2010  | 3     | 5:00  | Saitama                  |                                                                         |
| Derrota | 26–6–2  | Shinya Aoki           | Finalização (chave de aquiles)     | Dream 15                                    | 10/07/2010  | 1     | 1:53  | Saitama                  | Pelo Cinturão Peso Leve do Dream.                                       |
| Vitória | 26–5–2  | Kazunori Yokota       | Decisão (unânime)                  | Dynamite!! 2009                             | 31/12/2009  | 3     | 5:00  | Saitama                  |                                                                         |
| Vitória | 25–5–2  | Melchor Manibusan     | TKO (socos)                        | Dream 11                                    | 06/10/2009  | 1     | 3:48  | Yokohama                 |                                                                         |
| Vitória | 24–5–2  | Gesias Cavalcante     | Decisão (unânime)                  | Dream 9                                     | 26/05/2009  | 2     | 5:00  | Yokohama                 |                                                                         |
| Vitória | 23–5–2  | Ross Ebañez           | Finalização (mata leão)            | Dream 7                                     | 08/03/2009  | 1     | 4:03  | Saitama                  |                                                                         |
| Derrota | 22–5–2  | Eddie Alvarez         | TKO (socos)                        | Dream 5                                     | 21/07/2008  | 1     | 7:35  | Osaka                    | Semifinal GP de Leves do Dream.                                         |
| Vitória | 22–4–2  | Luiz Firmino          | Decisão (unânime)                  | Dream 3                                     | 11/05/2008  | 2     | 5:00  | Saitama                  | Quartas de Final do GP de Leves do Dream.                               |
| Vitória | 21–4–2  | Kultar Gill           | Decisão (unânime)                  | Dream 1                                     | 15/03/2008  | 2     | 5:00  | Saitama                  | Round de Abertura do GP de Leves do Dream.                              |
| Vitória | 20–4–2  | Luiz Azeredo          | Decisão (unânime)                  | Yarennoka!                                  | 31/12/2007  | 2     | 5:00  | Saitama                  |                                                                         |
| Derrota | 19–4–2  | Gilbert Melendez      | Decisão (unânime)                  | Pride Shockwave 2006                        | 31/12/2006  | 2     | 5:00  | Saitama                  |                                                                         |
| Vitória | 19–3–2  | Per Eklund            | TKO (socos)                        | Shooto: Champion Carnival                   | 14/10/2006  | 1     | 4:10  | Yokohama                 |                                                                         |
| Vitória | 18–3–2  | Chris Brennan         | TKO (joelhada e socos)             | Pride Bushido 12                            | 26/08/2006  | 1     | 0:29  | Nagoya                   |                                                                         |
| Vitória | 17–3–2  | Charles Bennett       | Finalização (chave de joelho)      | Pride Bushido 11                            | 04/06/2006  | 1     | 2:30  | Saitama                  |                                                                         |
| Vitória | 16–3–2  | Joachim Hansen        | Desqualificação (chute na virilha) | Shooto: The Victory of the Truth            | 17/02/2006  | 1     | 0:08  | Tóquio                   | Defendeu o Título Meio Médio Mundial do Shooto.                         |
| Derrota | 15–3–2  | Takanori Gomi         | Finalização (mata leão)            | Pride Bushido 9                             | 25/09/2005  | 1     | 7:42  | Tóquio                   | Quartas de Final do GP de Leves do Pride de 2005. Luta do Ano do Pride. |
| Vitória | 15–2–2  | Luiz Firmino          | Decisão (unânime)                  | Pride Bushido 8                             | 17//07/2005 | 2     | 5:00  | Nagoya                   |                                                                         |
| Vitória | 14–2–2  | In Seok Kim           | TKO (inter. do córner)             | Pride Bushido 7                             | 22/05/2005  | 1     | 3:28  | Tóquio                   |                                                                         |
| Vitória | 13–2–2  | Jani Lax              | TKO (socos)                        | Shooto 2005: 4/23 in Hakata Star Lanes      | 23/04/2005  | 1     | 4:42  | Hakata                   |                                                                         |
| Vitória | 12–2–2  | Vitor Ribeiro         | TKO (socos)                        | Shooto 2004: Year-End Show                  | 14/12/2004  | 2     | 3:11  | Tóquio                   | Ganhou o Título Meio Médio Mundial do Shooto.                           |
| Vitória | 11–2–2  | Mindaugas Laurinaitis | TKO (socos)                        | Shooto 2004: 9/26 in Korakuen Hall          | 26/09/2004  | 2     | 2:00  | Tóquio                   |                                                                         |
| Empate  | 10–2–2  | Caol Uno              | Empate                             | Shooto 2004: 3/22 in Korakuen Hall          | 22/03/2004  | 3     | 5:00  | Tóquio                   |                                                                         |
| Vitória | 10–2–1  | Ryan Bow              | TKO (socos)                        | Shooto 2003: Year-End Show                  | 14/12/2003  | 1     | 4:21  | Urayasu                  |                                                                         |
| Vitória | 9–2–1   | Yves Edwards          | Decisão (unânime)                  | Shooto 2003: 8/10 in Yokohama Gymnasium     | 10/08/2003  | 3     | 5:00  | Yokohama                 |                                                                         |
| Vitória | 8–2–1   | Takumi Nakayama       | TKO (socos)                        | Shooto: Shooter's Dream 2                   | 30/05/2003  | 1     | 3:44  | Setagaya                 |                                                                         |
| Derrota | 7–2–1   | Vitor Ribeiro         | Decisão (unânime)                  | Shooto: Year End Show 2002                  | 14/12/2002  | 3     | 5:00  | Urayasu                  |                                                                         |
| Vitória | 7–1–1   | Ken Omatsu            | Finalização (armlock)              | Shooto: Gig West 3                          | 27/10/2002  | 1     | 4:40  | Osaka                    | Final do Torneio de Iniciantes do Shooto.                               |
| Vitória | 6–1–1   | Tsutomu Shiiki        | Finalização (mata leão)            | Shooto: Treasure Hunt 8                     | 19/07/2002  | 1     | 4:42  | Tóquio                   | Semifinal do Torneio de Iniciantes do Shooto.                           |
| Vitória | 5–1–1   | Daisuke Sugie         | TKO (socos)                        | Shooto: Gig East 9                          | 28/05/2002  | 2     | 4:19  | Setagaya                 |                                                                         |
| Vitória | 4–1–1   | Takeshi Yamazaki      | Decisão (unânime)                  | Shooto: Wanna Shooto Japan                  | 21/04/2002  | 2     | 5:00  | Setagaya                 |                                                                         |
| Vitória | 3–1–1   | Masaya Takita         | TKO (olho inchado)                 | Shooto: Treasure Hunt 4                     | 13/03/2002  | 2     | 1:22  | Setagaya                 | Quartas de Final do Torneio de Iniciantes do Shooto.                    |
| Vitória | 2–1–1   | Kazumichi Takada      | Finalização Técnica (triângulo)    | Shooto: To The Top 9                        | 27/09/2001  | 1     | 3:03  | Tóquio                   |                                                                         |
| Vitória | 1–1–1   | Yohei Suzuki          | Finalização (mata leão)            | Shooto: Gig East 2                          | 22/05/2001  | 1     | 2:42  | Setagaya                 |                                                                         |
| Empate  | 0–1–1   | Yohei Suzuki          | Empate                             | Shooto: Wanna Shooto 2001                   | 08/04/2001  | 2     | 5:00  | Setagaya                 |                                                                         |
| Derrota | 0-1     | Takumi Nakayama       | Finalização (mata leão)            | Shooto: R.E.A.D. 4                          | 12/04/2000  | 1     | 2:44  | Setagaya                 |                                                                         |

## Cartel no Kickboxing/K-1
| 1 Vitória (1 (T)KO), 1 Derrota (1 (T)KO's) |            |           |             |                            |                                         |       |       |          |       |
| Recorde                                    | Data       | Resultado | Oponente    | Evento                     | Método                                  | Round | Tempo | Local    | Notas |
| 1–1                                        | 2009-07-13 | Derrota   | Masato      | K-1 World Max 2009 Final 8 | Nocaute Técnico (interrupção do córner) | 2     | 1:43  | Yokohama |       |
| 1–0                                        | 2008-12-31 | Vitória   | Kozo Takeda | Dynamite!! 2008            | Nocaute                                 | 1     | 2:47  | Saitama  |       |